# Jean Carlos Colorado
Jean Carlos Colorado Sánchez, noto semplicemente come Jean Carlos Colorado (El Cerrito, 11 settembre 2000), è un calciatore colombiano, centrocampista del Deportivo Cali in prestito dall'Inter de Palmira.

## Carriera

### Club
Nel 2022 ha esordito nella prima divisione colombiana con la maglia del Cortuluá, con cui in precedenza aveva giocato anche in seconda divisione.

### Nazionale
Con la nazionale Under-20 colombiana ha preso parte al campionato sudamericano 2019.